# 円行
円行（えんぎょう、延暦18年（799年）- 仁寿2年3月6日（852年3月29日））は、平安時代の真言宗の僧。出身は京都。入唐八家（最澄・空海・常暁・円行・円仁・恵運・円珍・宗叡）の一人。

## 略歴
初め元興寺歳栄に師事して華厳宗の僧として得度・受戒した。823年（弘仁14年）空海から金剛界・胎蔵界両部の大法を受け、また杲隣（ごうりん）から灌頂を受けた。実恵の推挙により入唐請益僧（にっとうしょうやくそう）となり、838年（承和5年）円仁・円載・常暁らと唐に渡った。青龍寺義真から法を受けた。翌839年（承和6年）に帰国し「請来目録」を奉った。その後勅命により山城国霊巌寺を開創し、また天王寺の初代別当に任じられた。播磨国太山寺の開祖とも伝えられる。